# الأرقام في الأساطير المصرية
لبعض الأرقام في الأساطير المصرية أهمية خاصة، حيث اعتبر المصري القديم أرقاماً معينة مقدسة وإلهية أو سحرية، ولا سيما الأرقام 2 و 3 و 4 و 7 ومضاعفاتها ومجاميعها.

## ثلاثة
كان الرمز الأساسي للجمع في اللغة بين المصريين القدماء هو الرقم ثلاثة، حتى الطريقة التي كتبت كلمة «الجمع» في الهيروغليفية تتكون من ثلاث علامات العمودية (| | |). واستخدمت ثلاثيات من الآلهة أيضا في الديانة المصرية للدلالة على النظام الكامل. ومن الأمثلة على ذلك ما يشير إلى الإله آتوم «عندما كان واحدا وأصبح ثلاثة» عندما أنجبت شو وتفنوت، وثالوث حورس وأوزوريس وإيزيس.
أمثلة:
- البيرة (الجعة) استخدمت لخداع سخمت لوضع ثلاثة من أيديها في الأرض.
- المعبود رع له ثلاثة أسماء كوصف للشمس: الفجر والظهر والمساء.
- تم وصف تحوت بأنه ثالوث الحكمة العظمى.
- تم لعن أمير ليمر بـثلاثة صعاب: أن يموت بالتمساح أو الأفعى أو الكلب.
- ثلاث مجموعات من ثلاث محاولات مختلفة لكل منها (تسعة في مجموعها) كانت لازمة لفلاح أسطوري ليستعيد بضائعه المسروقة.
- ادّعى مشعوذ متفاخر أنه يستطيع إلقاء الظلام لمدة ثلاثة أيام.
- بعد طلب المساعدة من تحوت، تم جلب ملك من أثيوبيا لطيبة وضرب لثلاث مرات أخرى.
- فشل ساحر من أثيوبيا في هزيمة أعظم ساحر في مصر لثلاث مرات.
- من أجل العبور لأرض الموتى رمى ساحر مصري مسحوقا معينا على النار لثلاث مرات.
- هناك اثني عشر (ثلاث مرات أربعة) جزءا من أرض الموتى، ينزل الميت على الأرض من سفينة الأموات في المرحلة الثالثة.
- عقدة إيزيس الممثلة للحياة (| V39 |) مكونة من ثلاث تكرارات.

## خمسة
تكرر العدد خمسة في عدة أمور، بينما الخمسات كانت غير شائعة في الأساطير المصرية القديمة.
أمثلة:
- سمى الإله رع خمسة آلهة وإلهات.
- أضاف تحوت خمسة أيام للسنة بفوزه على خونسو إله القمر في لعبة الدامة وأخذه ساعة ضياء قمر عن كل دورة لعب.
- بعد أن زوّد تحوت الأيام الخمسة أخذت نوت خمسة أيام في ميلاد أبنائها الخمسة: أوزيريس ونفتيس وإيزيس وست وحور ام أخت (حورس الأكبر).
- ادعى ساحر القدرة على جلب الفرعون من مصر إلى إثيوبيا بالسحر ويضربه هناك بعصا خمسمائة مرة (خمس مرات لخمس مرات لخمس مرات لأربع مرات)، وأن يعود به إلى مصر في غضون  خمس ساعات.
- ساحر أثيوبي جاء لتحدي أعظم ساحر في مصر في قراءة خطاب مغلق خمسمائة  عام (خمسة لخمس فترات لخمس فترات لأربع فترات) بعد أن يحدث ما فيه من فظائع.
- النجمة الخماسية كانت تمثل الحياة الأخرى.

## سبعة: رمز المثالية والإيجابية والكمال
كان الرقم سبعة هو على الأرجح الرمز المصري لأفكار الكمال والمثالية والإيجابية أو التأثير.
- تم استخدام سبعة آلاف برميل من الجعة الحمراء لخداع سخمت كي تكف عن قتل البشر في قصة رع وغضبه على البشر ورغبته في إبادتهم.
- كان يحرس الإلهة إيزيس في رحلتها للبحث عن أجزاء جسد زوجها أوزوريس سبعة  عقارب.
- دامت المجاعة لسبع سنين. (أنظر:لوحة المجاعة).
- الحد الأدنى الذي فاض به النيل حتى تنتهي المجاعة كان سبعة أذرع والحد الأقصى كان ثمانية وعشرين (سبعة مضاعفة لأربعة أمثالها).
- مزق الإله ست جسد أخيه أوزوريس لـ 14 قطعة؛ أي سبعة مكررة مرتين.
- رمز المياة (حرف النون | n |) يحتوي سبعة تعرجات.
- رمز الذهب (نوب | S12 |) يحوي سبعة أشواك تحته.

## هوامش
1. ^ "Meaning in Many: The Symbolism of Numbers," Symbol & Magic in Egyptian Art, by ريتشارد إتش ويلكينسون، Thames and Hudson, 1994, page 127.
2. ^ "Meaning in Many: The Symbolism of Numbers," Symbol & Magic in Egyptian Art, by ريتشارد إتش ويلكينسون، Thames and Hudson, 1994, page 131-133.
3. ^ See هرمس الهرامسة.
4. ^ "Tale of the Doomed Prince," Egyptian Myth and Legend, Donald Mackenzie, chapter 23. 1907.
5. ^ "The Peasant and the Workman"
6. ^ "Se-Osiris and the Sealed Letter"
7. ^ "Se-Osiris and the Sealed Letter"
8. ^ "Se-Osiris and the Sealed Letter"
9. ^ "The Land of the Dead"
10. ^ "The Land of the Dead"
11. ^ "The Knot of Isis (tiet, tit, thet, tiyet)"
12. ^ "The Story of Re"
13. ^ Associated with the five "extra" days in the تقويم مصري. From "The Story of Isis and Osiris".
14. ^ Associated with the five "extra" days in the تقويم مصري. From "The Story of Isis and Osiris".
15. ^ "Se-Osiris and the Sealed Letter"
16. ^ "Se-Osiris and the Sealed Letter"
17. ^ "The Star (seba)"
18. ^ "Creation Legend of Sun Worshippers," Egyptian Myth and Legend, Donald Mackenzie, chapter 1. 1907.
19. ^ "The Tragedy of Osiris," Egyptian Myth and Legend, Donald Mackenzie, chapter 2. 1907.
20. ^ "The Tradition of Seven Lean Years in Egypt," The Ancient Near East Volume 1, جيمس بي. بريتشارد، ed., page 24-27. Princeton University Press, 1958.
21. ^ "The Tradition of Seven Lean Years in Egypt," The Ancient Near East Voume 1, جيمس بي. بريتشارد، ed., page 26. Princeton University Press, 1958.
22. ^ "Tale of the Doomed Prince," Egyptian Myth and Legend, Donald Mackenzie, chapter 23. 1907.
23. ^ According to فلوطرخس. "Osiris, the murdered god," A History of Religious Ideas, Vol. 1: From the Stone Age to the Eleusinian Mysteries, ميرتشا إلياده، page 97, note 35. University of Chicago Press, 1978.
24. ^ "The Pool (she)"
25. ^ "Gold (nebu)"

## روابط خارجية
- "Ancient Egypt: the Mythology"